# 三次啓都
三次 啓都（みつぎ ひろと）は、日本出身の国際公務員。国際協力機構森林自然環境グループ長や、国際協力機構農村開発部長を経て、国際連合食糧農業機関事務局長補兼林業局長。

## 人物・経歴
1987年北海道大学農学部卒業。1996年レディング大学林業普及修士課程修了。国際協力機構で森林・農村開発援助などを担当し、マラウイ駐在、カンボジア駐在、フィリピン駐在、国際協力機構地球環境部次長兼森林自然環境グループ長、青年海外協力隊事務局審議役等を経て、2016年から国際協力機構農村開発部長を務め、食料安全保障などに取り組んだ。2017年から国際連合食糧農業機関事務局長補兼林業局長を務め、森林部門を統括し、非政府組織との調整にあたるなどした。